# Downtown (serie de televisión)
Downtown es una serie animada de la cadena MTV. El programa sigue a un elenco diverso y multirracial de jóvenes que viven en la ciudad de Nueva York, y presenta su vida cotidiana a través de perspectivas peculiares, buen humor, e imaginativas de los personajes. Fue creado por Chris Prynoski, ex animador de Beavis and Butt-Head y producida por David McGrath. En 2000, fue nominada para los premios Primetime Emmy en la categoría de programa animado por el episodio "Antes y Después".
Downtown fue una serie de efímera duración, durando solo una temporada de 13 capítulos.
En Cataluña fue emitida por el canal TV3.

## Reparto
- Gregory Gilmore: Alex
- Leyora Zuberman: Chaka
- Marco H. Rodríguez: Fruity
- Scot Rienecker:: Goat
- Tammy Lang: Jen
- Hector Fontanez: Matt
- Aurora Lucía-Levey: Mecca
- Phoebe Summersquash: Serena